# Lanny McDonald
Lanny King McDonald (* 16. Februar 1953 in Hanna, Alberta) ist ein ehemaliger kanadischer Eishockeyspieler, der von 1973 bis 1989 für die Toronto Maple Leafs, die Colorado Rockies und die Calgary Flames in der National Hockey League (NHL) spielte.

## Karriere

### Jugend
Lanny McDonald wuchs auf einer Farm in Hanna, Alberta, als jüngstes von vier Kindern auf und erlernte im Alter von sieben Jahren das Eislaufen. Er begeisterte sich für Eishockey, als er seine Schwestern zu Spielen ihrer Freunde begleitete und versuchte alleine Fähigkeiten für das Spiel zu entwickeln und sie zu verbessern.
Im Alter von 16 Jahren entschloss sich McDonald seine Heimatstadt zu verlassen, um für die Lethbridge Sugar Kings in der Alberta Junior Hockey League zu spielen. Während der Saison 1970/71 wechselte er nach Calgary in die West Coast Junior Hockey League (WCJHL) und blieb in den beiden darauffolgenden Saisons in dieser Liga, um für die Medicine Hat Tigers zu spielen.

### Jahre in Toronto
Scouts erkannten damals Lannys harten Schuss, seine überragenden Skating-Fähigkeiten und seine Härte als besondere Stärken, weshalb er sowohl beim NHL Amateur Draft 1973 als vierter von den Toronto Maple Leafs als auch in der World Hockey Association (DP: 10, Team: Cleveland) auf einer niedrigen Position gezogen wurde.
Er erzielte gleich in seinem ersten Spiel für Toronto zwei Assists. Allerdings hatte Lanny McDonald am Beginn seiner NHL-Karriere Probleme mit der Balance auf seinen Schlittschuhen, wodurch er in seinen ersten beiden Saisons unter den Erwartungen blieb. Danach bekam er spezial angefertigte Schlittschuhe, bei denen die Kufen einen besonderen Winkel einnahmen, was sich deutlich in seiner Leistung bemerkbar machte, als er seine Punktzahl in der Saison 1975/76 verdoppelte. Auf Grund dessen wurde er 1976 in Kanadas Nationalteam für den Canada Cup berufen und bestritt fünf Spiele für das Gastgeberland, das das Turnier schlussendlich gewann. 1977 wurde Lanny McDonald ins Second All-Star Team berufen. Den Höhepunkt seiner Jahre in Toronto erreichte er 1978, als er das Siegtor der Playoff-Serie gegen die New York Islanders erzielte und die Maple Leafs ins Finale der Prince of Wales Conference schoss.

### Wechsel nach Denver
Am 28. Dezember 1979 wurde Lanny McDonald zusammen mit Joel Quenneville im Austausch gegen Pat Hickey und Wilf Paiement zu den Colorado Rockies transferiert. Der Trade war umstritten, da er auch Darryl Sittler, der bereits in Lethbridge in einer Reihe mit McDonald spielte, bewog, die Maple Leafs zu verlassen. Lanny McDonald wurde Anfang des Jahres 1981 zum Kapitän der Rockies ernannt. Obwohl er auch in Colorado weiterhin gute Leistungen erbrachte, konnte er keine nennenswerten Erfolge mit den Rockies verbuchen und wurde am 25. November 1981 zusammen mit einem Draftpick zu den Calgary Flames transferiert. Don Lever und Bob MacMillan traten dafür den Weg von Calgary nach Denver an.

### Zeit in Calgary

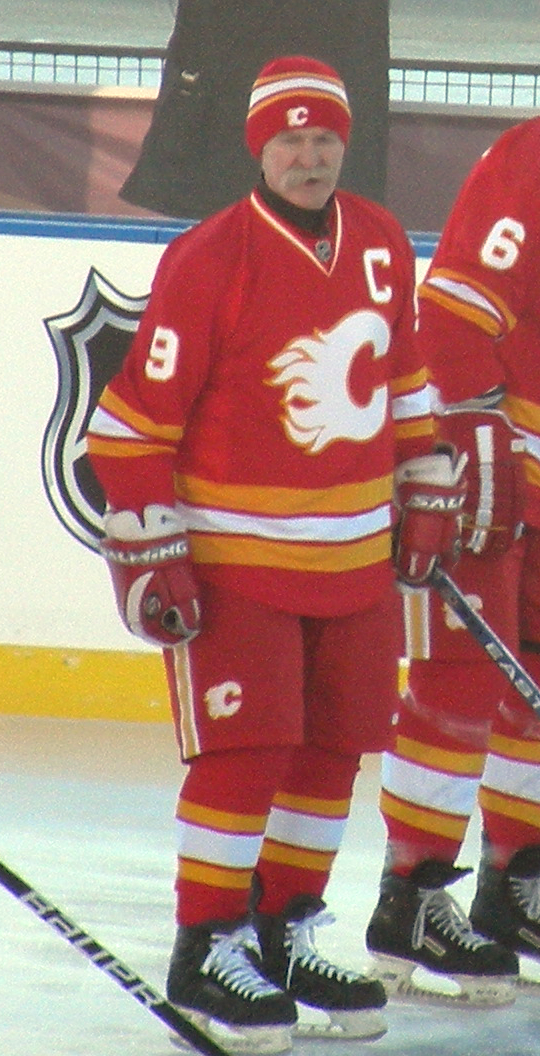
Lanny McDonald beim Heritage Classic 2011

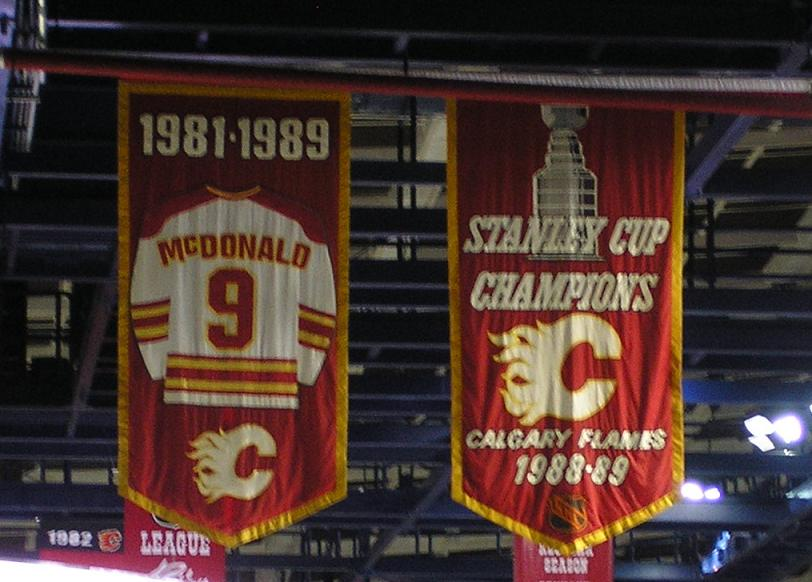
Der Banner mit McDonalds gesperrter Trikotnummer 9 neben dem Banner für den Stanley-Cup-Sieg 1989

In Calgary hatte McDonald ohne Zweifel seine glorreichsten Jahre, als er im Jahr 2 der Geschichte der Calgary Flames zurück in seine Heimat Alberta kam. In seiner zweiten Saison in Calgary 1982/83 stellte er den bis heute intakten Klubrekord der Flames an Toren eines Spielers in einer Saison auf, der bei stolzen 66 Stück liegt und kompetierte dabei sogar mit "The Great One" Wayne Gretzky. In dieser Saison wurde er auch das zweite Mal in seiner Karriere in das Second All-Star-Team berufen und erhielt am Ende der Saison für seine Ausdauer und Spielfreude die Bill Masterton Memorial Trophy. Damit war Lanny in nur kurzer Zeit zum wertvollsten Spieler der Flames aufgestiegen, mit denen er 1986 das Stanley Cup Finale erreichte. Sein Team verlor die Finalserie jedoch 1:4 gegen die Montréal Canadiens. 1987/88 schafften die Flames, mit McDonald als deren Kapitän, erstmals die Edmonton Oilers, die jahrelang die NHL dominiert hatten, zu entthronen und die Presidents’ Trophy als bestes Team der Regular Season zu gewinnen. Im Jahr darauf erzielte er sein 500. Karrieretor im März 1989 gegen die New York Islanders, das auch das letzte Regular Season Tor seiner Karriere sein sollte. Die Flames erreichten in dieser Saison unter McDonalds Teamführung nicht nur einen weiteren President´s-Trophy-Gewinn, sondern nahmen auch den Stanley Cup mit nach Hause, als sie die Finalserie (abermals gegen Montreal) mit 4:2 für sich entschieden und Lanny McDonald das einzige Tor dieser Nachsaison im entscheidenden Spiel gegen die Canadiens erzielte. Nach dem Stanley-Cup-Sieg erklärte er seine glorreiche Karriere nach 16 Jahren in der NHL für beendet. Damit hatte er beide, sein erstes und sein letztes Karrieretor, im Forum von Montreal erzielt. Zum Abschluss seiner Karriere erhielt er 1989 die King Clancy Memorial Trophy und seine Trikotnummer 9 wurde als erste Nummer von den Flames gesperrt. In 1.111 Spielen in der NHL brachte er es auf 500 Tore und insgesamt 1006 Punkte.

### Nach seiner Spielerlaufbahn
Lanny McDonald blieb den Flames auch nach seiner Laufbahn als aktiver Spieler erhalten. So wurde er im August 1989 zum geschäftlichen Vizepräsidenten der Flames ernannt und hatte diese und ähnliche Positionen bis zum Jahre 2001 inne. 1992 kam er in die Hockey Hall of Fame und war somit der erste Spieler der Calgary Flames, dem diese Ehre zuteilwurde. In der Saison 2001/02 war er Ausführender Ratgeber für Sportliches bei den Flames und ist heute für Team Canada tätig. Er setzt sich insbesondere für die Special Olympics ein. Einmal sagte er dazu: „Deren Gesichter zu sehen ist so, als würde ich wieder 66 Tore erzielen.“ Bei der NHL-Spielerehrung 2004 überreichte Lanny McDonald dem Kapitän der Flames, Jarome Iginla, die King Clancy Memorial Trophy für dessen Einsatz und Arbeit für karitative Organisationen.

## Erfolge und Auszeichnungen
| - 1971 AJHL Most Valuable Player - 1971 AJHL Second All-Star Team - 1973 WCHL First All-Star Team - 1977 Teilnahme am NHL All-Star Game - 1977 NHL Second All-Star Team - 1978 Teilnahme am NHL All-Star Game - 1983 Teilnahme am NHL All-Star Game - 1983 NHL Second All-Star Team | - 1983 Bill Masterton Memorial Trophy - 1984 Teilnahme am NHL All-Star Game - 1988 King Clancy Memorial Trophy - 1989 Stanley-Cup-Gewinn mit den Calgary Flames - 1989 Budweiser NHL Man of the Year Award - 1992 Aufnahme in die Hockey Hall of Fame - 2022 Order of Hockey in Canada |

### International
- 1976 Goldmedaille beim Canada Cup

## Karrierestatistik
(Legende zur Spielerstatistik: Sp oder GP = absolvierte Spiele; T oder G = erzielte Tore; V oder A = erzielte Assists; Pkt oder Pts = erzielte Scorerpunkte; SM oder PIM = erhaltene Strafminuten; +/− = Plus/Minus-Bilanz; PP = erzielte Überzahltore; SH = erzielte Unterzahltore; GW = erzielte Siegtore; 1 Play-downs/Relegation; Kursiv: Statistik nicht vollständig)